# Stadion Śląski
Śląski je sportski stadion koji se nalazi u poljskom gradu Chorzówu. Izgrađen je 1956., a proširen u periodu 2009. – 2017, nakon čega mu je kapacitet proširen do sadašnjih 55.211 mjesta. no, najveći broj posjetitelja je čak 130.000 ljudi, tijekom svjetskog prvenstva u speedwayu 1973.
Unatoč proširenju kapaciteta zbog Europskog prvenstva 2012. u nogometu, Poljski nogometni savez je na kraju odustao od korištenja ovog stadiona za Europsko prvenstvo 2012..